# Боснія і Герцеговина на літніх Олімпійських іграх 1996
Боснія і Герцеговина брала участь в літніх Олімпійських іграх 1996 року в Атланті (США) вдруге за свою історію. Олімпійська збірна країни складалася з 9 спортсменів (7 чоловіків та 2 жінок), які взяли участь у 7 видах спортивних змагань: з легкої атлетики, веслування на каяках і каное, дзюдо, стрільби, плавання, настільного тенісу і боротьби. Прапороносцем на церемонії відкриття був борець Фахрудін Ходжич, а на церемонії закриття марафонець Іслам Джюгум. Країна не завоювала жодної медалі.

## Легка атлетика
Чоловіки
Трекові дисципліни
| Атлет        | Змагання | Фінал    | Фінал   |
| Атлет        | Змагання | Відстань | Позиція |
| ------------ | -------- | -------- | ------- |
| Іслам Джюгум | марафон  | 2:47:38  | 107     |

Жінки
Трекові дисципліни
| Атлетка    | Змагання        | Фінал     | Фінал |
| Атлетка    | Змагання        | Результат | Місце |
| ---------- | --------------- | --------- | ----- |
| Када Делич | ходьба на 10 км | 48:47     | 38    |

## Веслування на байдарках і каное
Слалом
| Спортсмен       | Дисципліна | Фінал    | Фінал | Фінал    | Фінал | Фінал    | Фінал |
| Спортсмен       | Дисципліна | Заплив 1 | Місце | Заплив 2 | Місце | Загально | Місце |
| --------------- | ---------- | -------- | ----- | -------- | ----- | -------- | ----- |
| Самір Карабашич | K-1        | 248.01   | 41    | 196.85   | 32    | 196.85   | 41    |

## Дзюдо
Чоловіки
| Спортсмен       | Категорія | Кваліфікація | Кваліфікація | Фінал | Фінал |
| Спортсмен       | Категорія |              | Місце        |       | Місце |
| --------------- | --------- | ------------ | ------------ | ----- | ----- |
| Давор Влашковач | до 71 кг  |              |              |       | 33    |

## Стрільба
Чоловіки
| Спортсмен     | Дисципліна                        | Кваліфікація | Кваліфікація | Фінал      | Фінал      |
| Спортсмен     | Дисципліна                        | Бали         | Місце        | Бали       | Місце      |
| ------------- | --------------------------------- | ------------ | ------------ | ---------- | ---------- |
| Неджад Фазлія | пневматична гвинтівка, 10 м       | 586          | 25           | Не пройшов | Не пройшов |
| Неджад Фазлія | гвинтівка, позиція лежачи, 50 м   | 583          | 51           | Не пройшов | Не пройшов |
| Неджад Фазлія | гвинтівка на трьох позиціях, 50 м | 1163         | 18           | Не пройшов | Не пройшов |

## Плавання
Чоловіки
| Спортсмен     | Дисципліна           | Кваліфікація | Кваліфікація | Фінал      | Фінал      |
| Спортсмен     | Дисципліна           | Час          | Місце        | Час        | Місце      |
| ------------- | -------------------- | ------------ | ------------ | ---------- | ---------- |
| Янко Гойкович | вільний стиль, 100 м | 51.28        | 36           | Не пройшов | Не пройшов |
| Янко Гойкович | батерфляй, 100 м     | 56.11        | 41           | Не пройшов | Не пройшов |

Жінки
| Спортсменка  | Дисципліна      | Кваліфікація | Кваліфікація | Фінал      | Фінал      |
| Спортсменка  | Дисципліна      | Час          | Місце        | Час        | Місце      |
| ------------ | --------------- | ------------ | ------------ | ---------- | ---------- |
| Діяна Квесич | на спині, 200 м | 2:23.78      | 32           | Не пройшла | Не пройшла |

## Настільний теніс
Одиночні змагання
| Спортсмен    | Дисипліна        | Груповий раунд                                                                              | Груповий раунд | 1/16               | Чвертьфінал        | Півфінал           | Бронзова медаль    | Фінал              | Фінал      |
| Спортсмен    | Дисипліна        | Суперник Результат                                                                          | Місце          | Суперник Результат | Суперник Результат | Суперник Результат | Суперник Результат | Суперник Результат | Місце      |
| ------------ | ---------------- | ------------------------------------------------------------------------------------------- | -------------- | ------------------ | ------------------ | ------------------ | ------------------ | ------------------ | ---------- |
| Тарік Ходжич | одиночний розряд | Group L Дмитро Мазунов (RUS) L 0 — 2 Петер Карлссон (SWE) L 0 — 2 Джим Батлер (USA) L 0 — 2 | 4              | Не пройшов         | Не пройшов         | Не пройшов         | Не пройшов         | Не пройшов         | Не пройшов |

## Боротьба
Греко-римська боротьба, чоловіки
| Спортсмен       | Категорія | Раунд 1                        | Раунд 2              | Раунд 3                    | Раунд 4            | Раунд 5            | Раунд 6            | Фінал / БМ         | Фінал / БМ |
| Спортсмен       | Категорія | Суперник Результат             | Суперник Результат   | Суперник Результат         | Суперник Результат | Суперник Результат | Суперник Результат | Суперник Результат | Місце      |
| --------------- | --------- | ------------------------------ | -------------------- | -------------------------- | ------------------ | ------------------ | ------------------ | ------------------ | ---------- |
| Фахрудін Ходжич | −90 кг    | В'ячеслав Олійник (UKR) L 0–12 | Дуг Кокс (CAN) W 5–2 | Дерик Валдруп (USA) L 0-12 | Не пройшов         | Не пройшов         | Не пройшов         | Не пройшов         | 17         |